# Mário Fernandes Guedes
Mário Fernandes Guedes (12 de maio de 1912 - 20 de julho de 1988) foi um destacado militar e político brasileiro, conhecido por suas contribuições como oficial da Polícia Militar de Santa Catarina e por seu serviço como prefeito em vários municípios catarinenses.
Nascido em Florianópolis, filho de Manoel Fernandes Guedes e Maria do Carmo Guedes, Mário Fernandes Guedes iniciou sua carreira na Polícia Militar de Santa Catarina em 1932. Ao longo dos anos, ascendeu nas fileiras, alcançando o posto de Coronel em 1956.
Durante sua carreira militar, ocupou diversos cargos de destaque, incluindo o de Comandante Geral da Polícia Militar de Santa Catarina, de 11 de fevereiro de 1956 a 18 de fevereiro de 1959. Além disso, foi comandante do Corpo de Bombeiros e Chefe da Casa Militar do Governo do Estado.
Paralelamente à sua carreira militar, Mário Fernandes Guedes também teve uma significativa atuação política. Ele foi delegado especial em vários municípios, incluindo Cruzeiro (Caçador), Porto União e Herval D’Oeste. Além disso, exerceu o cargo de prefeito em comissão nos municípios de Caçador, Camboriú e Porto União.
Em Camboriú, entre 1941 e 1942, Mário Fernandes Guedes atuou como prefeito, deixando um legado marcante na cidade. Durante seu mandato, ele foi responsável pela construção da Praça das Figueiras, hoje conhecida como Praça Flávio Vieira. Esta praça, localizada no centro da cidade, é um símbolo de Camboriú, oferecendo um espaço arborizado com mesas de jogos, palco para apresentações culturais e estrutura de banheiros públicos.
Porém, foi em Porto União que Mário Fernandes Guedes deixou sua marca mais duradoura, tendo sido nomeado prefeito pelo Governo do Estado de Santa Catarina, entre 01 de março de 1943 e 17 de outubro de 1945. Durante sua gestão, ele liderou diversas iniciativas de desenvolvimento, incluindo a abertura e pavimentação de ruas, além da construção do Estádio Municipal.
Em reconhecimento aos seus serviços prestados, Mário Fernandes Guedes recebeu o título de Cidadão Honorário de Porto União em 1970.
Mário Fernandes Guedes faleceu em 20 de julho de 1988, em Florianópolis, deixando um legado de dedicação ao serviço público e desenvolvimento das comunidades em que atuou.

https://www.portouniao.sc.gov.br/pagina-4095/
1. ↑  https://www.pm.sc.gov.br/paginas/ex-comandantes
2. ↑  https://cacador.sc.gov.br/pagina-44460/
3. ↑  https://www.camaracamboriu.sc.gov.br/camara/membros/legislaturas
4. ↑  https://lvpconstrutora.com.br/lugares-historicos-de-camboriu/
5. ↑  https://acervo.arquivopublico.sc.gov.br/uploads/r/arquivo-publico-do-estado-de-santa-catarina-apesc/3/0/5/3053205fe89dec585e1ea6a1f0418f6a798a3a39d6184e4c065efada46c68e10/90d8ed36-6851-4296-a663-19e0528edb23-41448-DOE_644_21_05_1936_08F.pdf
6. ↑  https://portouniao.webnode.com.br/nossos-prefeitos/mario-fernandes-guedes/